# Un coup de dés
Pour plus de détails, voir Fiche technique et Distribution.
Un coup de dés est un film français réalisé par Yvan Attal, sorti en 2023.
Il est projeté à l'ouverture du festival Cinéroman, en octobre 2023.

## Synopsis
Mathieu et Vincent sont amis. Une nuit, le second a sauvé la vie du premier. Cela a engendré un lien d'amitié encore plus fort. Avec leurs épouses respectives, Juliette et Delphine, les deux hommes sont ensuite partis s’installer à Nice. Une dizaine d'années plus tard, Mathieu et Vincent ont développé leurs activités dans l’immobilier. Si Mathieu est un mari fidèle, il n'en est rien pour Vincent. Tout va partir à vau-l'eau quand Mathieu tue accidentellement la maîtresse de son ami.

## Fiche technique
Sauf indication contraire, les informations mentionnées dans cette section peuvent être confirmées par la base de données cinématographiques Unifrance,  présente dans la section « Liens externes ».
- Titre original : Un coup de dés
- Titre de travail : Un coup de dés n'abolira jamais le hasard
- Réalisation : Yvan Attal
- Scénario : Yvan Attal et Yaël Langmann, d'après Ball-trap d'Éric Assous
- Musique : Dan Levy
- Décors : Marie Cheminal[3]
- Costumes : Carine Sarfati
- Photographie : Rémy Chevrin
- Production : Olivier Delbosc
- Coproduction : Yvan Attal
- Sociétés de production : Curiosa Films et Films Sous Influences
- Sociétés de distribution : SND (France) ; Athena Films (Belgique) et Axia Films Inc. (Québec)
- Pays de production :  France
- Budget : 6,57 millions d'euros[4]
- Langue originale : français
- Format : couleur — 2,39:1 — son 5.1
- Genre : drame, thriller
- Durée : 85 minutes
- Dates de sortie :
  - France : 2 octobre 2023 (festival Cinéroman)[1] ; 24 janvier 2024 (sortie nationale)[5]
  - Belgique, Suisse romande, Maroc : 24 janvier 2024
  - Québec : 14 juin 2024 Date sujette à modification

## Distribution
- Yvan Attal : Mathieu
- Maïwenn : Delphine
- Guillaume Canet : Vincent
- Marie-Josée Croze : Juliette
- Alma Jodorowsky : Elsa, la maîtresse de Vincent
- Victor Belmondo : Alex
- Stéphane Pezerat : le maître de stage

## Production

### Développement
Mi-septembre 2022, Yvan Attal est repéré dans le quartier Garbejaïre à Valbonne alors qu'il cherche un endroit pour son prochain film non encore intitulé. Mi-octobre, le titre est dévoilé : Un coup de dés n’abolira jamais le hasard, qui n'est pas sans rappeler celui du poème de Stéphane Mallarmé, publié en 1897. Le scénario est signé Yvan Attal et Yaël Langmann. Le film est produit par Olivier Delbosc (Curiosa Films) et Yvan Attal (Films Sous Influences). Début décembre, Rémy Chevrin est annoncé en tant que directeur de la photographie.
En septembre 2023, le distributeur SND raccourcit le titre du film en Un coup de dés.

### Attribution des rôles
En octobre 2022, la présence de Guillaume Canet, Victor Belmondo, Marie-Josée Croze et Maïwenn est dévoilée alors que le film est en plein tournage. Début décembre, Yvan Attal est également confirmé devant la caméra.

### Tournage
Le tournage commence en mi-octobre 2022, à Nice (Alpes-Maritimes). Il se déroule notamment sur la place du Palais-de-Justice dans le Vieux-Nice, ainsi que les studios de la Victorine,, puis, selon la rumeur, l'aéroport de Nice-Côte d'Azur, un appartement de la rue Raymond-Comboul, et une agence bancaire de la rue Auguste-Gal, jusque début novembre. Il a également lieu, fin novembre, à Châteauroux (Indre) et dans la région parisienne.

## Festival et sortie
Le film est projeté à l'ouverture du festival Cinéroman, le 2 octobre 2023, avant-première mondiale au cinéma Pathé Gare du Sud, à Nice. Il sort le 24 janvier 2024 dans toute la France, en Belgique, en Suisse romande et au Maroc.